# Catarina Ruivo
Catarina Ruivo Vilhena de Carvalho (* 24. Januar 1971 in Coimbra) ist eine portugiesische Filmregisseurin, Filmeditorin und Drehbuchautorin.

## Leben
Catarina Ruivo wurde 1971 in der alten Universitätsstadt Coimbra geboren. Sie besuchte die Escola Secundária D. Pedro V. in Lissabon und ging nach dem Abitur an die Universität der Algarve. Nach einem Jahr brach sie ihr Studiums der Meeresbiologie ab und entschied, sich beruflich dem Kino zu widmen.
Sie besuchte die Lissabonner Theater- und Filmhochschule Escola Superior de Teatro e Cinema, wo sie sich auf Filmschnitt spezialisiert und 1996 abschloss. Sie arbeitete danach als Filmeditorin für portugiesische Filmproduktionen und schrieb ein erstes Drehbuch, zusammen mit dem Regisseur Alberto Seixas Santos (A Monte, noch nicht realisiertes Projekt, Stand Juli 2022).
Ihre erste Regiearbeit war 1998 der Kurzfilm Uma Cerveja no Inverno , der u. a. bei den Curtas Vila do Conde und den Internationalen Kurzfilmtagen Oberhausen lief. 2004 legte sie mit André Valente ihren ersten langen Kinofilm vor, bei dem sie neben Regie auch Drehbuch und Schnitt übernahm, wie schon bei ihrem Erstlingswerk. Der Film wurde beim Locarno Film Festival mit dem Don-Quixote-Preis ausgezeichnet, lief in Portugal, Frankreich und Brasilien im Kino und erschien danach als DVD.
Ihr Film Daqui P'ra Frente von 2007, bei dem sie erneut sowohl Regie als auch Drehbuch und Schnitt übernahm, gewann beim Festival do Rio den Publikumspreis.
Sie schrieb auch für andere Regisseure Drehbücher, darunter für Mal (1999, Regie: Alberto Seixas Santos) und für A Mulher Polícia (2003, Regie: Joaquim Sapinho).
Es folgten weitere eigene Regiearbeiten, sowohl Lang- als auch Kurzfilme. Ihr Film Em Segunda Mão (2012) wurde der letzte Film des Schauspielers Pedro Hestnes, der die Veröffentlichung nicht erlebte und vorher an Krebs starb.
Für ihren Dokumentarfilm A Minha Avó Trelotótó (2018) wurde sie beim IndieLisboa-Filmfestival prämiert.
Bei ihrem aktuellsten Projekt (Stand Juli 2022), der Kurzfilm Boa Noite, übernahm sie neben der Regie dann wieder auch das Drehbuch und den Schnitt.

## Filmografie
| - 1998: Uma Cerveja no Inverno (Kurzfilm, auch Drehbuch und Schnitt) - 2004: André Valente (auch Drehbuch und Schnitt) - 2007: Daqui P'ra Frente (auch Drehbuch und Schnitt) - 2012: Em Segunda Mão (auch Drehbuch und Schnitt) - 2018: A Minha Avó Trelotótó (Dokumentarfilm) - 2021: Boa Noite (Kurzfilm, auch Drehbuch und Schnitt) | - 1998: Uma Cerveja no Inverno (Kurzfilm, auch Regie und Schnitt) - 2004: André Valente (auch Regie und Schnitt) - 2007: Daqui P'ra Frente (auch Regie und Schnitt) - 2011: E o Tempo Passa (auch Schnitt) - 2012: Em Segunda Mão (auch Regie und Schnitt) - 2021: Boa Noite (Kurzfilm, auch Regie und Schnitt) | - 1998: Uma Cerveja no Inverno (Kurzfilm, auch Regie und Drehbuch) - 1999: Mal; Regie: Alberto Seixas Santos - 2003: A Mulher Polícia (Mitarbeit); R: Joaquim Sapinho - 2004: André Valente (auch Regie und Drehbuch) - 2004: W (Kurzfilm); R: Paulo Belém - 2005: A Rapariga da Mão Morta; R: Alberto Seixas Santos - 2007: Daqui P'ra Frente (auch Regie und Drehbuch) - 2011: E o Tempo Passa (auch Drehbuch) - 2012: Em Segunda Mão (auch Regie und Drehbuch) - 2021: Boa Noite (Kurzfilm, auch Regie und Schnitt) |